# Albertine Necker de Saussure
Pour les articles homonymes, voir Necker et Saussure.
Albertine Adrienne Necker de Saussure, née le 9 avril 1766 à Genève et morte le 13 ou le 20 avril 1841 à Monnetier-Mornex sur le mont Salève près de Genève) fut une pédagogue, essayiste et traductrice suisse.

## Biographie
Albertine Necker de Saussure nait le 9 avril 1766 à Genève. Ses parents sont Albertine-Amélie Boissier et Horace-Bénédict de Saussure, naturaliste. Ils lui donne accès à une bonne éducation. Son frère est  Nicolas Théodore de Saussure, chimiste genevois. 
En 1785, elle épouse le botaniste Jacques Necker (1757-1825), neveu de Necker, le ministre de Louis XVI. Elle rencontre par ce biais de la romancière Germaine de Staël et elle participe ensuite aux salons tenus par celle-ci au château de Coppet. Elle y fait aussi la connaissance, entre autres, du diplomate Charles Pictet de Rochemont ou du philosophe suisse Charles Victor de Bonstetten.[réf. nécessaire]
Frappée de surdité précoce en 1807, elle se retire de la société brillante du XVIIIe siècle à laquelle elle semblait promise pour se consacrer à l'éducation de ses enfants et à l'étude. Grâce à Germaine de Staël, elle rencontre en 1804 l'écrivain allemand August Schlegel avec qui elle collabore et dont elle traduit en français en 1812 son Cours de littérature dramatique. Publiée par l'éditeur J.-J. Paschoud à Paris et Genève en 1814, cette traduction est considérée comme un élément important pour la diffusion du romantisme allemand en Europe.
Albertine de Saussure participe à la publication des Œuvres complètes de Germaine de Staël chez Dambray à Paris en 1820 et elle en rédige l'introduction Notice sur le caractère et les écrits de Mme de Staël. Celle-ci sera ensuite traduite en allemand par Schlegel[réf. nécessaire].
Son ouvrage principal, L'Éducation progressive ou Étude du cours de la vie, est composé de 3 volumes publiés entre 1828 et 1838. A une époque où l'on pensait qu'il suffisait de préparer les jeunes filles à leur futur rôle d'épouse, elle écrit que les femmes doivent bénéficier d'une formation ouverte, fondée sur l'apprentissage des langues, des sciences naturelles et des beaux-arts, apte à faire d'elles des personnes cultivées au lieu de les confiner dans des préoccupations superficielles. Cette vision de l'éducation eut une influence durable sur les théories pédagogiques et sur les principes de l'éducation des femmes. Il fut couronné par le prix Montyon décerné par l'Académie française

## Archives
- Fonds : Papiers Albertine Necker-de Saussure (18e - 19e s.) [Correspondances, œuvres, papiers littéraires, récits de voyages. 0,5 mètre linéaire].  Cote : CH-000007-9 Série 1: Ms. fr. 4450-4452 Correspondance, Série 2: Ms. fr. 4453-4454 Journaux et carnets, Série 3: Ms. fr. 4455-4463 Oeuvres d'Albertine Necker de Saussure, Série 4: Ms. fr. 4464 Documents divers. Genève : Bibliothèque de Genève (présentation en ligne).